# Sunrise, Inverness Copse
Sunrise, Inverness Copse est une aquarelle réalisée pendant la Première Guerre mondiale par l'artiste anglais Paul Nash en 1918.
L'aquarelle représente une scène du front occidental. L'œuvre est réalisée à partir d'un croquis que Nash a dessiné sur le vif en 1917 près de la ville d'Ypres, en Belgique. Le dessin fait partie de la collection de l'Imperial War Museum, à Londres.

## Paul Nash
Né en 1889 à Kensington, un quartier de Londres, en Angleterre, Paul Nash sert dans les Artists' Rifles après le déclenchement de la Première Guerre mondiale. Il est ensuite nommé officier dans le Royal Hampshire Regiment. Il est envoyé en Flandre en février 1917, mais est renvoyé à Londres en mai 1917, quelques jours avant que son unité ne soit presque anéantie lors de la bataille de Messines. Nash est devenu un artiste de guerre officiel et retourne au saillant d'Ypres, où il est choqué par la dévastation causée par la guerre. En six semaines sur le front occidental, il termine ce qu'il appelle « cinquante dessins d'endroits boueux sur le front »,, dont l'un était Sunrise, Inverness Copse.

## La peinture
Sunrise, Inverness Copse dépeint le front occidental pendant la Première Guerre mondiale, à Inverness Copse près d'Ypres en Belgique. Il se déroule en 1917, à la suite de la sanglante bataille de Passchendaele. Nash l'a dessiné comme un croquis sur le lieu de la bataille en 1917, puis l'a développé en une aquarelle complète en 1918, après son retour en Angleterre,.
Le dessin montre un champ boueux couvert d'arbres brisés, sans couleur, avec un lac et des nuages en arrière-plan. La scène est éclairée par un faible soleil dont les rayons manquent de pénétration,. Les historiens de l'art sont divisés quant à savoir si l'image représente l'espoir d'un avenir meilleur ou est de nature fondamentalement pessimiste. L'historien de l'art Richard Cork (en) écrit qu'« il y a encore un espoir, dans cette étude par ailleurs abattue, que la lumière et la chaleur nourriront un jour le cimetière des formes de la nature ». Mais d'autres sources estiment que, malgré le titre et l'image du soleil levant, Nash n'a pas l'intention de nous voir cela de manière positive. Nash écrit dans une lettre à cette époque que « le coucher et le lever du soleil sont blasphématoires, ce sont des moqueries pour l'homme ».

## Héritage
Par après, la même année 1918, Paul Nash peint une autre représentation de la même scène, intitulée We Are Making a New World (en), basée sur Sunrise, Inverness Copse. Cette dernière peinture est maintenant largement considérée comme l'œuvre la plus célèbre de Paul Nash. Le critique d'art Ben Lewis l'a décrite comme « l'un des meilleurs tableaux britanniques du XXe siècle : notre propre Guernica ».